# Лоренцони, Ренцо
Ренцо Лоренцони (итал. Renzo Lorenzoni; 10 декабря 1887, Падуя — 11 февраля 1951, Падуя) — итальянский пианист и музыкальный педагог.
Начал учиться музыке в своём родном городе под руководством Чезаре Поллини (фортепиано) и Оресте Раванелло (композиция). Затем в 1908 году окончил консерваторию Сан-Пьетро-а-Майелла в Неаполе, годом позже получил диплом юриста в Падуанском университете.
В начале 1910-х гг. интенсивно концертировал в своём родном городе как солист, исполняя, в частности, в цикле концертов все сонаты Людвига ван Бетховена, однако вскоре обнаружил бо́льшую склонность к ансамблевому исполнительству, начав с дуэтных выступлений со своим наставником Поллини. На протяжении многих лет выступал в составе различных фортепианных трио, из которых наибольшей известностью пользовался ансамбль с Арриго Серато и Артуро Бонуччи, исполнявший как все фортепианные трио Бетховена и Брамса, так и сочинения новейших итальянских авторов. Другими партнёрами Лоренцони в составе трио были скрипачи Федерико Барера, Марио Корти, Этторе Бонелли, виолончелисты Энрико Майнарди, Джильберто Крепакс, Артуро Кукколи; в ряде случаев Лоренцони присоединялся к различным квартетным составам для исполнения фортепианных квинтетов.
С 1920 года Лоренцони преподавал в Триестской консерватории, затем с 1924 года в Пармской консерватории, и наконец в 1926 году по приглашению Ильдебрандо Пиццетти занял кафедру фортепиано в Миланской консерватории, где среди его учеников были, в частности, Марчелло Аббадо и Джанандреа Гаваццени.
В годы фашизма первоначально сотрудничал с режимом, входил в состав Национальной комиссии по музыкальной самостоятельности (итал. Commissione nazionale per l'autarchia musicale), однако затем разошёлся с политикой Муссолини и даже был арестован. В послевоенные годы продолжал преподавательскую работу, редактировал издания некоторых фортепианных сочинений Роберта Шумана.